# Rai Radio Trst A
Rai Radio Trst A è un'emittente radiofonica italiana a diffusione regionale, edita da Rai Friuli Venezia Giulia.
Trasmette programmi in lingua slovena in ottemperanza al contratto di servizio che impone alla concessionaria del servizio pubblico radiotelevisivo di realizzare una programmazione ad hoc per la minoranza linguistica slovena presente nella regione autonoma del Friuli-Venezia Giulia, nell'Istria slovena e in quella croata. A tal proposito la Rai ha attivato dal 1995 anche una rete televisiva dedicata al medesimo scopo denominata Rai 3 BIS FJK.
È la terza rete radiofonica italiana per fondazione, dopo Rai Radio 1 (1924) e Rai Radio 2 (1938).
Trasmette da Trieste, in via Fabio Severo, 7. Il responsabile della redazione slovena è Martina Repinc.

## Storia
Il 5 febbraio 1944 nasce la radio.
Dal 1º maggio 1945 assume il nome di Radio Trieste Libera sotto la direzione delle Forze Alleate e vi collaborano sia giornalisti sloveni che italiani.
Il 12 giugno 1945 la direzione della radio viene assunta dall'Amministrazione civile della città di Trieste.
Nel 1946 la radio si sdoppia e trasmette su due frequenze distinte, una dedicata alla sola lingua slovena ed una a quella italiana. La radio assume il nome di Radio Trieste II. I palinsesti si dividevano quindi in Radio Trieste I per la lingua italiana, e Radio Trst II per quella slovena.
Nel 1947 la direzione della radio passa all'ERT (Ente Radio Trieste)
Nel 1955 la direzione della radio passa alla Rai, dopo l'inglobamento a questa dell'ERT. La radio cambia nome in Radio Trst A.
Nel 1964, il 6 maggio, viene inaugurata a Trieste la nuova sede della Rai regionale.
Dal 6 all'8 maggio 2014, in occasione dei 50 anni dell'inaugurazione della sede regionale, gli studi della radio vengono aperti al pubblico con un percorso storico guidato. Il 4 luglio la presidente della Rai Anna Maria Tarantola e il direttore generale Luigi Gubitosi hanno fatto visita alla sede della Rai Friuli Venezia Giulia e agli studi di Rai Radio Trst A. Nell'occasione è stato ricostituito, con il presidente della Regione Debora Serracchiani, il Tavolo tecnico Rai-Regione FVG deputato allo sviluppo di nuove collaborazioni tra i due enti. Mercoledì 8 ottobre, presso la Sala Selva di Palazzo Gopcevich, viene inaugurata la mostra "Che storia la Rai... 50 anni della Sede Rai per il Friuli Venezia Giulia".
Dal 18 dicembre 2020 Rai Radio Trst A viene diffusa in tutta Europa via satellite Eutelsat Hot BIrd 13 C all'interno della piattaforma Tivùsat. e in OM sulla frequenza 981 kHz dal trasmettitore di Trieste Monte Radio.
Dall'11 settembre 2022 Rai Radio Trst A non trasmette più in Onde Medie (981 Khz) per effetto delle spegnimento definitivo di tutti i trasmettitori Rai presenti in Italia. I programmi dell'emittente pubblica in lingua slovena proseguiranno in FM, DAB+, Tv digitale terrestre, satellite  e su scala mondiale tramite l'applicazione Rai Play Sound.

## Programmi
Iniziano alle 7:00 (8:00 la domenica) e terminano alle 19:35. La sigla di apertura e chiusura delle trasmissioni è costituita da frammento musicale, di 30 secondi, dell'Inno di Mameli arrangiato elettronicamente. Nell'arco temporale 19:35 - 07:00 (19:35 - 08:00 la domenica) diffonde Rai Radio 3 Classica.
L'emittente realizza una serie di programmi tra i quali:
- Studio D
- Hevreka - Eureka; Kulturne diagonale
- Magazin (attualità sui popoli e le culture della mitteleuropa, in collaborazione con Radio Slovenija 1 e ORF2 Kärnten)
- Mladi Val
- Pisani svet podobe
- Flavta skozi čas
- Glasba po željah
- Glasbene Oddaje
- Glasbeni magazin
- Glasovi Svetov: attualitàsede di Rai Radio Trst A a Trieste

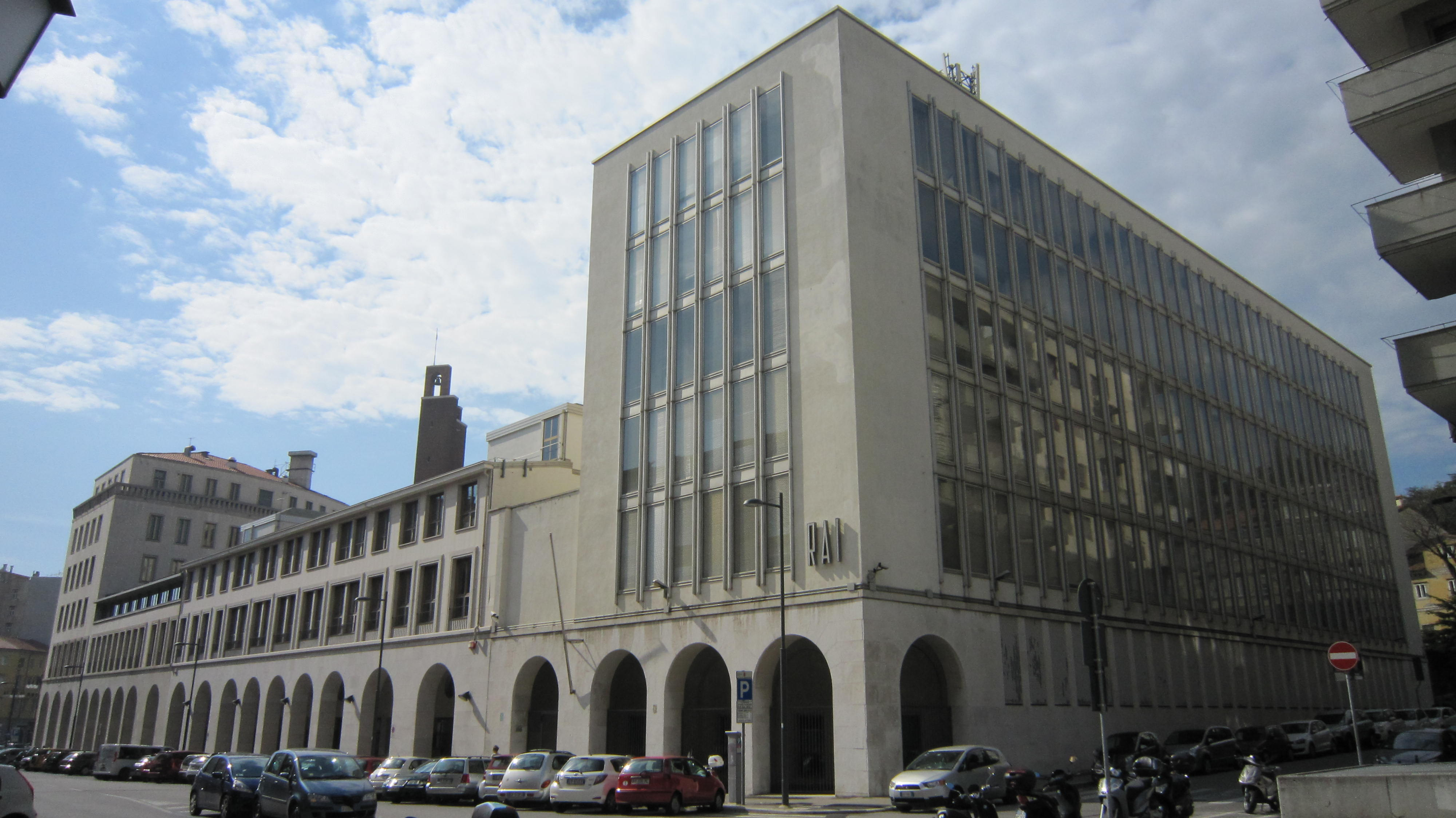
sede di Rai Radio Trst A a Trieste

- Glasša po zeljah (in diretta con dediche e richieste musicali)
- Hevreka
- Istrska srečanja
- Jazz odtenki
- Literarni pogovori
- Pva izmena (al servizio degli ascoltatori)
- Pregled slovenskega tiska
- Dramski spored
- Mavrica
- Morski val
- Kulturni dogodki (novità editoriali delle comunità slovene in Italia e in Austria)
- Nabožna glasba
- Napovednik
- Nedeljski magazine
- Otroški kotiček
- Krajevne stvarnosti (problemi nelle realtà del territorio di: Gorizia e dintorni, Valli del Natisone, Val Resia, Val Canale, e Istria)
- Kulturni dogodki (programma culturale per la minoranza slovena in Italia e di quella italiana in Slovenia)
- Sem torej jem
- Ta jozajanski glas
- Z goriške scene (dedicato alle realtà locali e rivolta alle attività culturali e sociali degli sloveni nel Goriziano)
- 30 minut country glasbe

### Radio giornali
Dal lunedì alla domenica vengono trasmessi radio giornali regionali della durata di venti minuti con sigla musicale identica a quella italiana:
- I edizione alle 07:00 (Jutranji radijski dnevnik) alle 08:00 la domenica;
- II edizione alle 13:00 (Opoldanski radijski dnevnik);
- III edizione alle 19:00 (Večerni radijski dnevnik).

## Diffusione
- in FM in Friuli-Venezia Giulia;[6]
- in DAB+ in Friuli-Venezia Giulia;
- sul digitale terrestre in tutta Italia per i possessori di smart TV;
- in streaming sul portale web di Rai FVG dal quale è possibile seguire la diretta e scaricare in podcast le edizioni dei radiogiornali in lingua slovena;
- sull'applicazione Rai Play Sound;
- sul satellite Eutelsat Hot Bird C 13° est (piattaforma Tivùsat in DVB/S2) frequenza 11.766 MHz, polarizzazione verticale, SR 29.900 FEC 3/4.

## Collaboratori
- Martina Carl
- Elena Laurica
- Martina Repinc
- Suzi Bandi
- Marija Brecelj
- Mairim Cheber
- Katerina Citter
- Boris Devetak
- Alenka Florenin
- Loredana Grec
- Luana Grilanc
- Aleksi Jercog
- Elena Leghissa
- Jan Leopoli
- Aleš Lupinic
- Živa Pahor
- Deva Pincin
- Peter Rustia
- Marko Sancin
- Tamara Stanese
- Ines Škabar
- Ivo Tull
- Vida Valenčič
- Pavel Volk
- Tatiana Zaccaria
- Natašia Ferletič
- Janez Beličič
- Anastasia Cibic
- Marina Sturman
- Nastja Milič
- Andrej Petaros
- Ivo Jevnikar

## Teca aperta
Nella sede Rai regionale di Trieste è operativo il servizio "Teca aperta", iniziativa della Rai Direzione Coordinamento Sedi Regionali, con la possibilità di accedere, su prenotazione, ad un vasto catalogo multimediale costituito da più di 300.000 ore di programmi televisivi, 350.000 ore di programmi radiofonici, 15 000 ore di telegiornali e 35.000 foto. Sono in mostra sceneggiature, poster e altro materiale d'archivio.

## Loghi

2000 - 18 maggio 2010
18 maggio 2010 - 2014
2014 - 18 settembre 2017
In uso dal 18 settembre 2017